# Fuzaryjna zgorzel pomidora
Fuzaryjna zgorzel pomidora, także fuzarioza zgorzelowa pomidora lub fuzaryjna zgorzel szyjki i podstawy łodygi pomidora – grzybowa choroba pomidora, wywołana przez Fusarium solani formę radicis-lycopersici.

## Występowanie i szkodliwość
Jest to choroba z licznej grupy fuzarioz. Przy produkcji rozsady choroba ujawnia się rzadko, zwykle następuje to w późniejszej fazie rozwoju pomidorów. Pierwsze objawy to ciemnobrązowe plamki na korzeniach i zamieranie korzeni. Następuje również zamieranie tkanek piętki korzeniowej i podstawy łodygi oraz wiązek przewodzących w dolnej części łodygi, zwykle do wysokości 30 cm. One również brunatnieją. Wokół szyjki korzeniowej, czasami również wokół łodygi, powstają suche, nekrotyczne wżery.

## Epidemiologia
Fusarium solani występuje w glebie, dochodząc w niej do dość znacznej głębokości. W postaci chlamydospor może w niej przetrwać przez wiele lat. Infekuje rośliny przez korzenie. Bardzo dobrze rozwija się też na stosowanej w uprawie pod osłonami wełnie mineralnej. W takiej uprawie bardzo często źródłem infekcji są mikrokonidia patogenu przenoszone przez prądy powietrzne. Mogą być roznoszone również przez ziemiórki. Patogen wnika do rośliny głównie przez drobne, naturalne zranienia powstające na korzeniach w miejscach wyrastania korzeni bocznych, a także u podstawy łodygi w miejscach tworzenia korzeni przybyszowych. Fusarium solani może być przenoszone również przez nasiona.
Optymalne warunki do rozwoju choroby to temperatura 10–18 °C. Jeśli zainfekowane będą sadzonki, to wyrosłe z nich rośliny obumrą jeszcze przed dojrzeniem owoców. Późniejsze infekcje są mniej groźne. W uprawie hydroponicznej F. solani może przetrwać przez rok.

## Ochrona
Choroba jest nieuleczalna. Najskuteczniejszą metodą jest uprawa odmian odpornych lub częściowo odpornych. Dobre efekty daje także szczepienie na podkładkach typu TmKNVF 2 F r z tolerancją na fuzaryjną zgorzel pomidora. Standardowe podkładki z odpornością na Fusarium oxysporum i inne choroby, nie chronią przed fuzaryjną zgorzelą pomidora. W uprawie pod osłonami zaleca się zwalczanie ziemiórek, zwłaszcza przy uprawie odmian podatnych. Ogranicza występowanie choroby także profilaktyczne stosowanie biopreparatu Polyversum zawierającego grzyba Pythium oligandrum lub biopreparatu z grzybami Trichoderma.